# ثقافة نطوفية
الثقافة النطوفية هي ثقافة قديمة نسبة إلى وادي النطوف شمال غربي القدس في فلسطين، استخدمته أول مرّة الباحثة الإنكليزية دوروثي غارود عام 1929 بعد أن اكتشفت الآثار المميزة لهذه الثقافة في مغارة شقبا في وادي الناطوف، وهي تعتبر الخطوة الأولى للإنسان على طريق بناء أول مجتمعات زراعية في التاريخ. ودامت حتى الألف 6 ق.م. وانطلقت هذه الحضارة من فلسطين وتحديدا من الجبال المحيطة بالقدس فعمت غور الأردن أولا ثم وصلت إلى سواحل المتوسط وزادت رقعتها فشملت بلاد الشام كلها، ومنذ مطلع الألف العاشرة ووجدت آثارها في العراق وفي حلوان بمصر، حيث انتشرت القرى النطوفية حول نهر الفرات في المربط وأبو هريرة، فضلا عن عشرات المواقع في فلسطين والأردن ولبنان وسوريا.

## الانتشار
دامت الفترة النطوفية بين 10 ـ 8 آلاف سنة ق.م تقريباً، تعتبر الحضارة النطوفية ثاني حضارة شامية واسعة الانتشار عن سابقتها الثقافة الكبارية؛ وقد ميزت هذه الفترة المرحلة التي فصلت بين مجتمعات التنقل والصيد والالتقاط ومجتمعات الاستقرار والزراعة وتدجين الحيوانات. انتشر النطوفيون على مساحة واسعة في المشرق العربي القديم، وعثر على آثارهم من وادي النيل في الغرب حتى وادي الفرات في الشرق، ومن شمال سوريا حتى جنوب البحر الميت، وتميز عصرهم بتحسن مناخي واضح وبخيرات بيئية وافرة؛ مما ساعد على ترك السكن في الكهوف والمغاور الطبيعية وتمكنهم من إشادة البيوت في العراء. وقد اكتشفت في المشرق العربي القديم عشرات القرى النطوفية المتباينة في حجومها ومعطياتها، ولكنها تلتقي بوجود سمات عامة مشتركة تجمع بينها كالبناء والفنون والأواني والأدوات والشعائر الدينية، كما دلت على ذلك أمّهات المواقع النطوفية، مثل المريبط وتل أبو هريرة في سوريا، وأريحا وعين الملاحة في فلسطين، ووادي الحمة والبيضا في الأردن، وحلوان في مصر ومواقع أخرى في بلاد الرافدين، حملت بعضها ملامح الثقافة النطوفية منذ الألف العاشر ق.م.

## المساكن
سكن النطوفيون في بيوت متقنة الصنع، مغروسة قليلاً في الأرض، أساساتها من الحجر، وجدرانها من الطين، وسقوفها من الخشب، أشكالها دائرية، وأرضيتها مرصوفة بالحجارة، في وسطها موقد وبقربها مخازن للحبوب؛ مما يدل على أنها منازل عائلية لم تكن معهودة من قبل، وهي تمثل قرى الصيادين الأولى التي وإن كانت لا زالت تعتمد في كسب قوتها على الصيد والالتقاط؛ فأنها قطعت خطوة مهمة نحو الاستقرار وإنتاج الطعام.
وقد بلغت هذه القرى مساحات كبيرة (نحو 3000م2)، وسكنها نحو 200 نسمة، وهذا الحجم هو الأكبر من نوعه في ذلك الحين، وهو دليل نشوء علاقات اجتماعية واقتصادية أكثر تطوراً وتعقيداً.

## التغذي
اصطاد النطوفيون الحيوانات البرية خاصة الغزال، وتغذوا بالأحياء المائية وأهمها الأسماك، كما التقطوا الثمار والحبوب البرية.

## الزراعة واستئناس الحيوانات
في هذا العصر هجر الإنسان القديم الفلسطيني المغاور والكهوف وانتقل إلى السهول وضفاف الوديان حيث أقام القرى وسكن فيها واستمر النطوفيون في بناء الأكواخ والمساكن الكبارية الطابع.وقد تميز هذا العصر بالانتقال إلى الزراعة وهذا مايدل عليه وجود صناعة الأدوات الزراعية والمناجل التي تستخدم في الحصاد ويعتقد المؤرخون أن فلسطين كانت مهد الزراعة الأولى ومنها انتقلت الزراعة إلى بقية مناطق العالم وكذلك اتجه الإنسان النطوفي نحو الحيوانات المستأنسة أكثر من الحيوانات البرية وهو مايدل عليه بقايا الحيوانات المتخلفة عن ذلك الزمن، ويقدم لنا اكتشاف جمجمة كلب عثر عليه في جبال الكرمل أول دليل على استئناس الحيوانات.

## الصناعة
صنع النطوفيون الأدوات الدقيقة ذات الأشكال الهندسية microlithes géométriques، كما صنعوا الأدوات العظمية والأدوات الزراعية البازلتية الكبيرة. وكانوا أول من صقل الأدوات الحجرية. وقد وُجدت في معظم المواقع النطوفية أدوات الزينة كالخرز والأساور والعقود والحلق والخواتم المصنوعة من الصدف والعظم والأسنان، واللوحات الحجرية والأواني والأدوات التي تحمل أشكالاً وزخارف متنوعة. واستخداموا الأدوات المايكروليثية الهندسية المهذبة بطريقة خاصة ذات أشكال مثلثة ومربعة ومنحرفة وهلالية ورؤوس السهام والأدوات العظمية والمخارز والإبر والصنانير وبعض العظام المزينة بإشارات ورموز وصور لرؤوس حيوانات. وهناك أيضا الأدوات الزراعية كالمناجل والأجران. وعثر في جبال الكرمل على بناء كبير نسبيا، وقدره الباحثون بأنه ربما يكون استخدم كمعبد في العصر النطوفي، فقد وجد في جواره 14 قبرا من هذا العصر، وقد عثر في أريحا على نماذج من الأضرحة النطوفية، وكان بعضها يحتوي على الفجوات المستديرة. وكذلك عثر على المقابر الفردية والجماعية وقد لوحظ تغطية الهيكل العظمي بالكتل الصخرية بالإضافة إلى وجود بعض الأواني في أماكن الدفن مايدل على أن هناك طقوس دينية وأن هناك إيمان بحياة أخرى بعد الموت عند النطوفيون.

## الدفن
النطوفيون أول من بنى المقابر الكبيرة بجوار قراهم التي دفنوا فيها موتاهم على نحو فردي أو جماعي وبأوضاع ممددة أو مثنية، ولكن دون توجيه خاص، وزوَّدوا هؤلاء الموتى بأشياء مختلفة، أهمها أدوات الزينة والخرز والصدف الذي جلبوه من مناطق بعيدة، وبفضل هذه المقابر يمكن تعرف كثير عن صفاتهم الأنتروبولوجية التي تشبه صفات سكان بلاد الشام الحاليين[بحاجة لمصدر].

## الدين والفن
تعدّ الفنون والمعتقدات أهم إنجازات النطوفيين التي تمثل موقفهم من بيئتهم ومن مختلف القضايا التي تحيط بهم وتتفاعل في أعماقهم. وكان الفن النطوفي تشخيصاً مبسطاً، تناول الحيوانات التي عاشت في محيطهم، ولاسيما الغزال الذي تم تجسيده بدمىً صغيرة مصنوعة من الطين أو الحجر أو العظم، بعضها واقعي ودقيق والآخر رمزي ومختزل، مما يدل على موقف معيّن من هذا الحيوان الذي احتل لديهم مكانة فنية وروحية خاصة. كذلك حظي الكلب بعنايتهم الواضحة، ودفنوه باهتمام، فهذا الحيوان المخلص قريباً جداً إلى نفوس النطوفيين الذين يعتقد بأنهم دجّنوه قبل كل الحيوانات الأخرى، لكنهم نادراً ما جسَّدوا البشر في فنونهم؛ إذ عُثر على نماذج قليلة لرؤوس ودمى بشرية، بينها تمثال صغير فريد من نوعه، وُجد في موقع عين صخري في فلسطين يمثل شخصين، رجلاً وامرأة، في احتضان حميم، إشارة إلى العملية الجنسية التي كانت مجتمعات ما قبل التاريخ تنظر إليها بقدسية واحترام. كما أعار النطوفيون اهتمامهم لجماجم الموتى، فقاموا في بعض الحالات بفصل الرؤوس ودفنها منفردة في داخل بيوت السكن، وكانوا أحياناً يدفنون عدة رؤوس مع هيكل واحد؛ مما يدل على أنهم قدسوا هذه الجماجم (الرؤوس) وعدّوها تجسيداً لأمواتهم في بيوت أحيائهم معبّرين عن إيمانهم بحياة أخرى بعد الموت.

## معرض صور

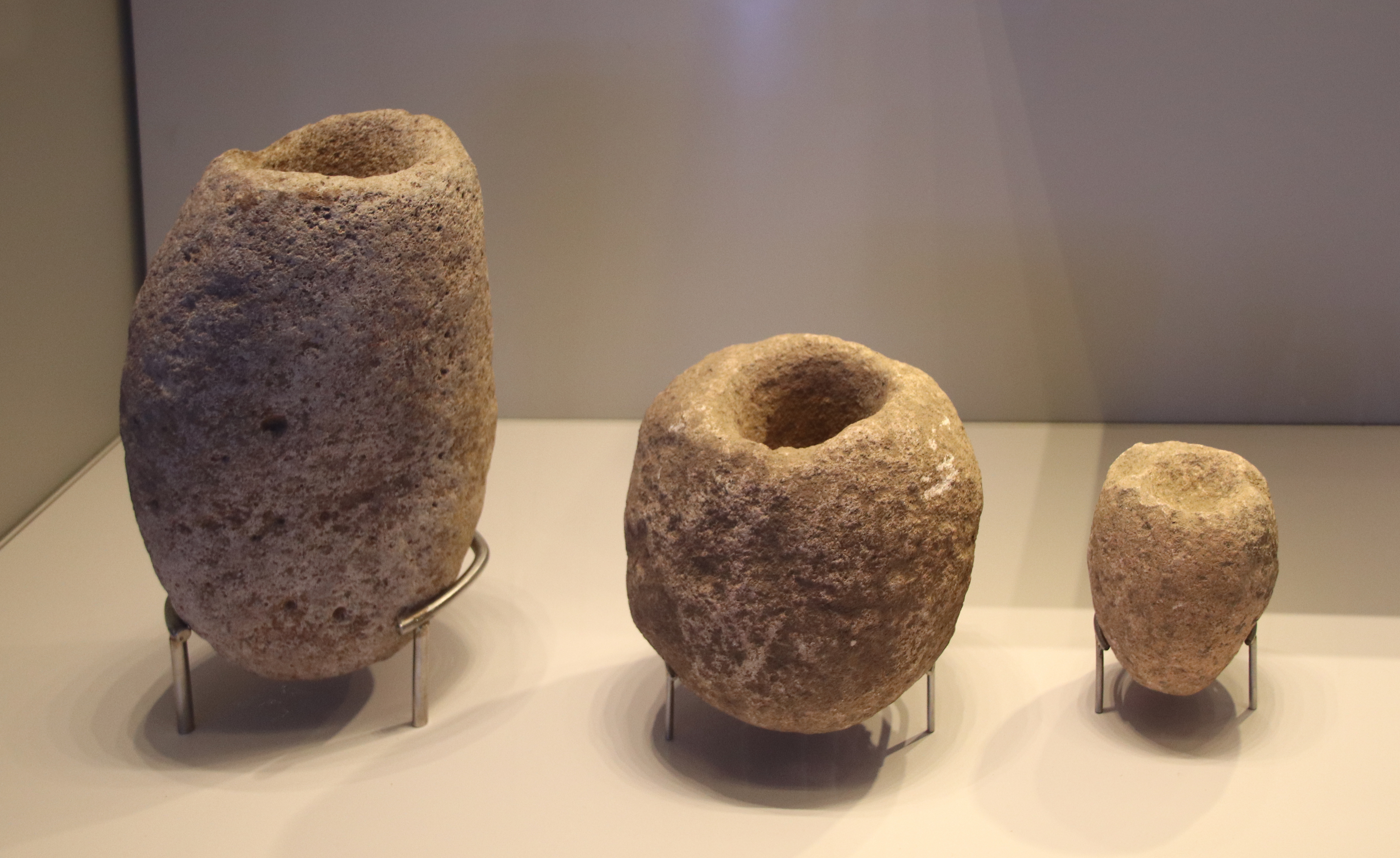
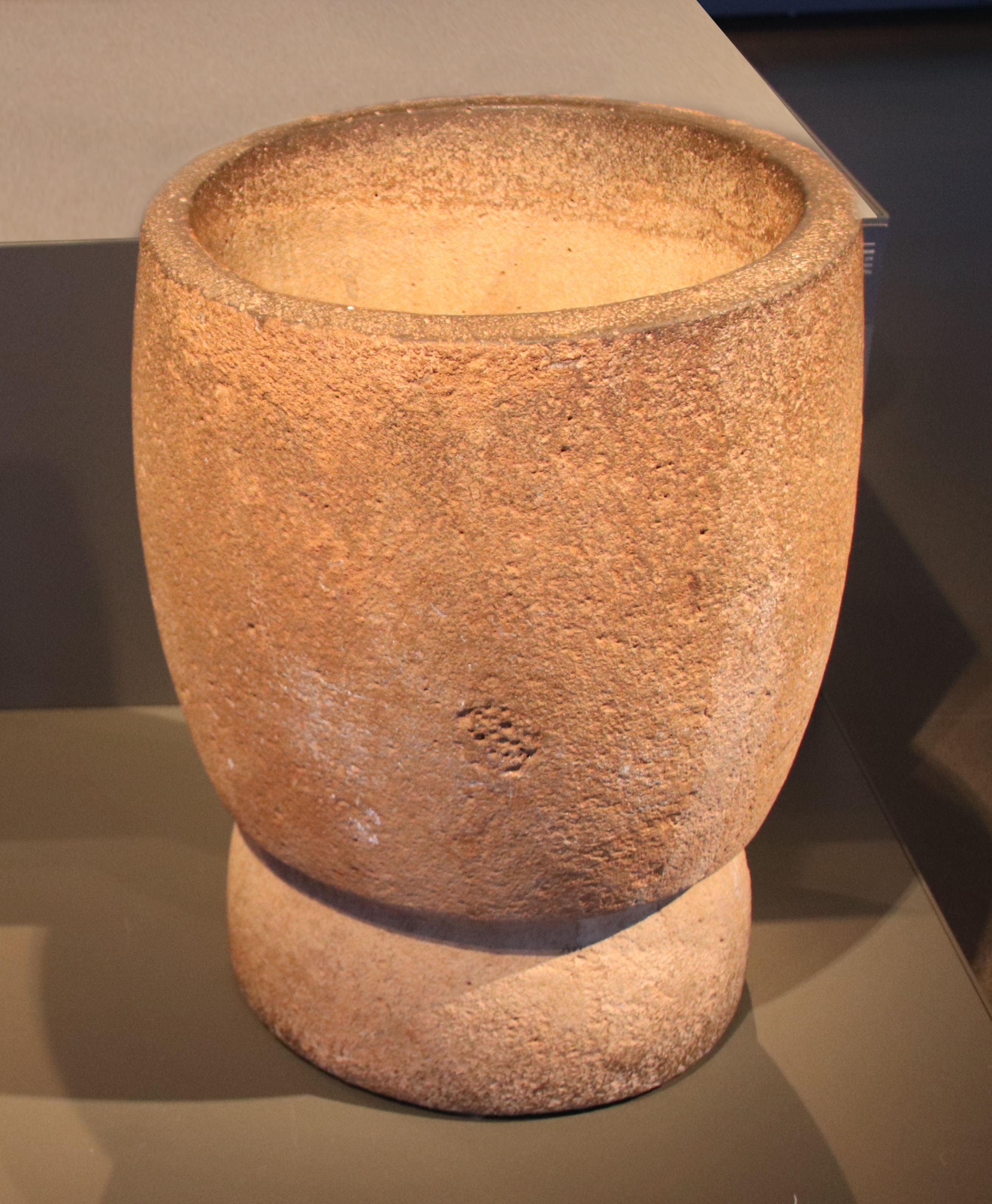
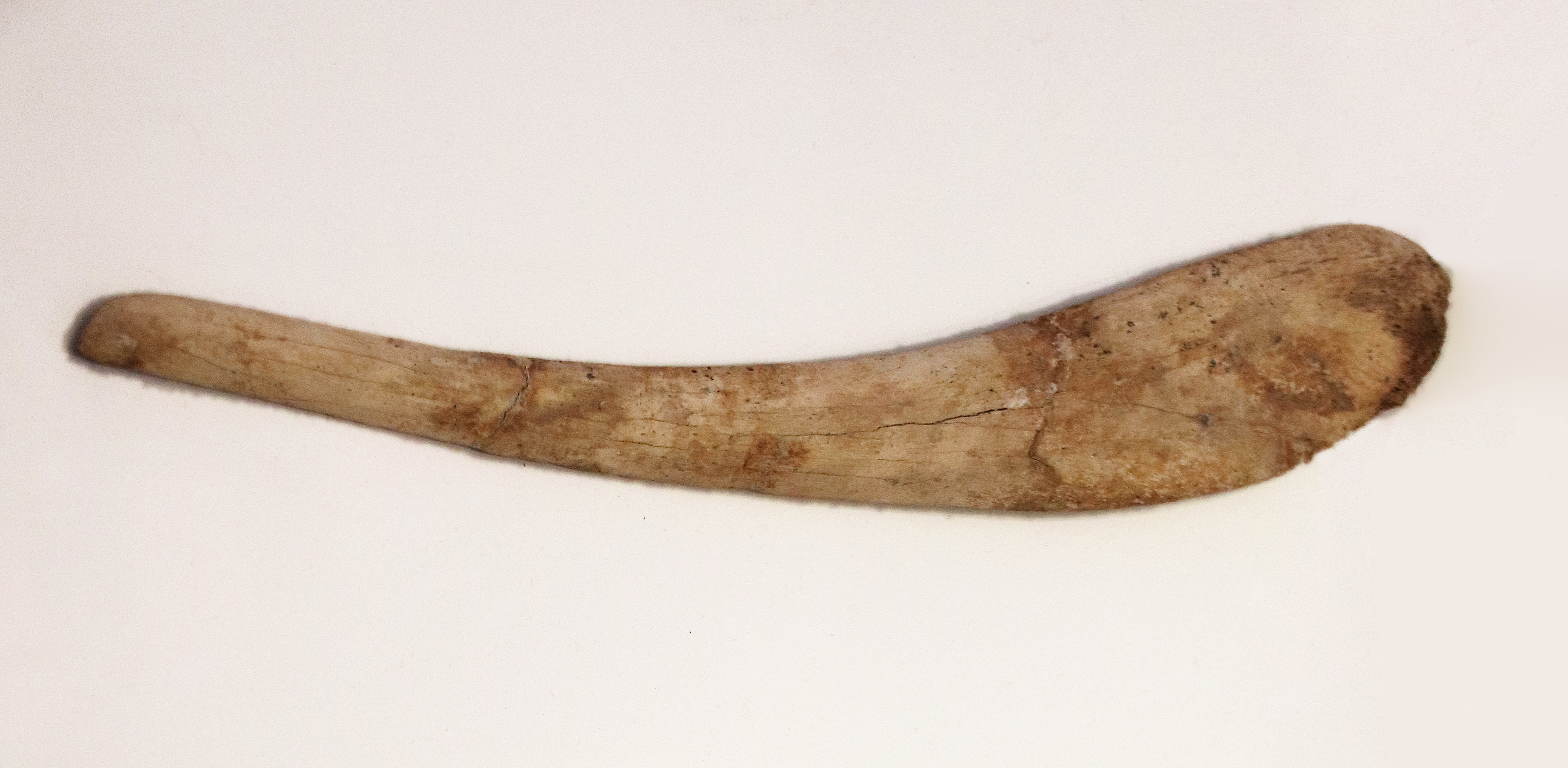